# Ојзос
Ојзос (грч. Οιζυς) је у грчкој митологији била персонификација мизерије.

## Митологија
Ојзос је била дух или демон беде, јада, невоље. Према Хесиодовој теогонији, њу је родила Никс сама од себе. Ипак, Хигин и Цицерон су јој приписивали и оца, Ереба. Пандан у римској митологији је Мизерија.